# 作戦地帯
作戦地帯（Zone of operations）とは、指揮官や幕僚が作戦の計画や調整を容易とするために軍隊の戦闘行動のために区別される地理的な区分である。

## 概要
作戦という概念が16世紀に軍事理論で受け入れられるようになると、作戦を効率的に進めるために各部隊の戦闘行動を調整する方法が研究された。作戦地帯の概念はまず陸上戦闘における作戦行動を調整するための用語として成立し、戦闘地帯と後方地帯という大まかな区分が用いられていた。しかし現代の作戦地帯の概念は陸海空各部隊の作戦計画や作戦行動を調整するために用いられる。つまり部隊が戦闘行動を行う地域である戦場(battlefield)や戦闘地帯(combat zone)、戦域(theater of war)の概念を作戦地帯は包括しているだけでなく、軍団や師団など各部隊が自らの戦闘地域として割り当てられる責任地域(area of responsibility)の概念をも含んでいる。しかし作戦地帯は作戦が実施される地域に適応し、戦略的、作戦的、戦術的な目標のために応用することが可能であり、通常戦争だけでなく内戦、ゲリラ戦争、武装抵抗にも認めることができる。作戦地帯は責任地域によって定められる境界線で定義することができる。一般に作戦地帯はそれぞれ上級と下級の幕僚の間、部隊の左右両翼の間、支援される部隊と支援する部隊の間で接続されており、各地域の戦闘行動を効率的に指揮統制、連携させる。